# Isma'il al-Azhari
Ismāʿīl al-Azharī (in arabo إسماعيل الأزهري‎?; Omdurman, 20 ottobre 1901 – Khartum, 26 agosto 1969) è stato un politico sudanese.

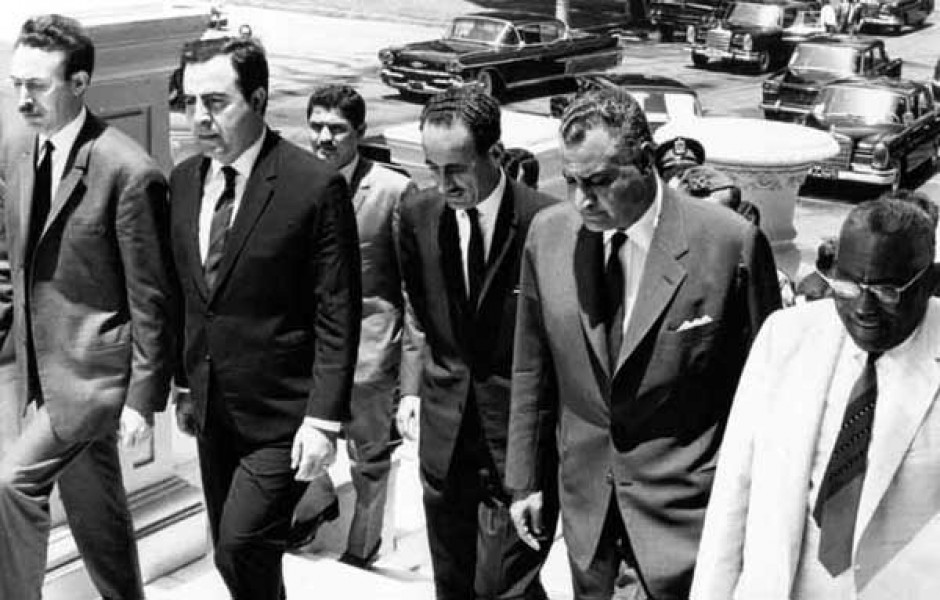
(Da destra a sinistra): Ismāʿīl al-Azharī, il Presidente egiziano Gamāl ʿAbd al-Nāṣer, il Presidente iracheno ʿAbd al-Raḥmān ʿĀref, Il Presidente siriano Nūr al-Dīn al-Atāssī e il Presidente algerino Hawārī Boumedienne in occasione di un incontro al vertice svoltosi nel 1968.

È stato Primo ministro del Sudan dal 1954 al 1956, e Presidente del Sudan dal 1964 al 1969, anno in cui venne destituito da un golpe militare guidato da Jaʿfar al-Nimeyrī.

## Origini
Nacque a Omdurman, figlio di un religioso di rilievo, e studiò al Gordon College di Khartum e in seguito all'Università americana di Beirut. Divenne un insegnante di matematica e successivamente un amministratore del governo coloniale del Sudan. Ben presto, insieme ad altri intellettuali sudanesi, chiese una maggiore partecipazione della sua gente al governo del paese e per promuovere i loro obiettivi fu da loro costituito il Congresso Generale dei Laureati, nel 1938, di cui Ismāʿīl venne eletto segretario.

## Vita politica

### Leader politico
Anche se il congresso in un primo momento non aveva aspirazioni politiche, nel 1942 si affermò una linea di azione che prevedeva che esso diventasse il portavoce di tutti i nazionalisti sudanesi. L'amministrazione britannica respinse tutte le pretese del congresso, che a quel punto si divise in due gruppi: i moderati, che erano pronti a lavorare con i britannici per la piena indipendenza del Sudan, e i nazionalisti, guidati da al-Azharī, che diffidava dei britannici e che lottava per mantenere uniti l'Egitto con il Sudan.

Nel 1943 al-Azharī e i suoi sostenitori fondarono il Partito al-Shiqqāʾ (I fratelli), il primo vero partito politico del Sudan, il quale venne immediatamente sostenuto dalla confraternita della Khatmiyya (detta anche Mīrghaniyya), uno dei due principali gruppi religiosi islamici del paese. A quel punto i moderati costituirono nel 1945 il Partito Umma (nazione), che rappresentava i rivali della Khatmiyya, erede del glorioso movimento Mahdista.
Tra il 1944 e il 1953 al-Azharī, come principale sostenitore dell'unione tra Egitto e Sudan, lottò tenacemente contro qualsiasi atto che sembrava indebolire l'"unità della Valle del Nilo". Così nel 1948 boicottò le elezioni dell'Assemblea Legislativa in Sudan, e la sua propaganda e le sue manifestazioni gli costarono il carcere con l'accusa di sovversione.
La rivoluzione egiziana del 1952, dissolse il regime di re Fārūq I e portò il colonnello Nasser al potere, cambiando radicalmente la situazione nel Sudan: l'ufficiale egiziano infatti si dimostrò molto più flessibile e interessato ad un'eventuale unione tra la sua nazione e quella sudanese.

Uscito dal carcere nel 1949, al-Azharī in vista delle elezioni del 1953, riorganizzò il suo movimento politico nel Partito Unionista Nazionale e affrontò energicamente la campagna elettorale, sottolineando la sua ostilità nei confronti degli inglesi e il suo sostegno all'Egitto; alla consultazione popolare, il PNU trionfò e al-Azharī divenne Primo ministro del Sudan.

### Primo Ministro
Il governo di al-Azharī affrontò tre grandi problemi:
1) Rapporto Sudan-Egitto.
Infatti divenne ben presto chiaro che il popolo sudanese non voleva essere strettamente legato all'Egitto, e da grande statista (seppur a malincuore) al-Azharī mutò radicalmente la posizione che aveva a lungo sostenuto e, con il sostegno dei principali leader politici del suo paese, dichiarò il Sudan indipendente nel 1956.
2)Questione costituzionale.
al-Azharī era un sostenitore del sistema parlamentare mentre il partito Umma era favorevole a un sistema di tipo presidenziale. Durante il suo mandato il problema non venne risolto e si trascinò ben oltre il 1970.
3) Dualismo nord-sud.
Il Sud Sudan era formato da africani neri e cristiani, mentre il nord era islamico e prettamente di origine araba. Il Primo ministro non aveva simpatie per le aspirazioni autonomiste del Sudan meridionale e tentò di controllarlo utilizzando una combinazione di repressione militare e poliziesca con discussioni e negoziati. Tale politica si dimostrò fallimentare e causò molte rivolte nel sud.
Questi e altri problemi cominciarono a indebolire la coalizione di al-Azharī. Il suo ripensamento circa l'unificazione con l'Egitto aveva indebolito il PNU, privandolo della sua ideologia principale; le rivolte nel sud danneggiarono il prestigio del primo ministro. Privato anche del sostegno della confraternita della Khatmiyya, che formò il Partito Democratico del Popolo nel mese di luglio del 1956, il parlamento lo sfiduciò e ne chiese le dimissioni.

### Presidente del Sudan
Al-Azharī si oppose al governo guidato da ʿAbd Allāh Khalīl, che lo aveva sostituito, e successivamente al regime militare del generale Ibrāhīm ʿAbbūd che si dissolse nel 1964. L'anno seguente fu eletto Presidente della repubblica sudanese, un titolo puramente onorifico e con poco potere effettivo. Rimase Presidente fino al maggio 1969, quando un colpo di Stato militare concluse la sua vita politica.
Morì il 26 agosto 1969.